# NGC 5229
NGC 5229 је спирална галаксија у сазвежђу Ловачки пси која се налази на NGC листи објеката дубоког неба.
Деклинација објекта је + 47° 54' 52" а ректасцензија 13h 34m 2,9s. Привидна величина (магнитуда) објекта NGC 5229 износи 13,7 а фотографска магнитуда 14,4. Налази се на удаљености од 6,4000 милиона парсека од Сунца. NGC 5229 је још познат и под ознакама UGC 8550, MCG 8-25-19, CGCG 246-13, FGC 1638, PGC 47788.